# Przedsiębiorstwo Komunikacji Samochodowej i Spedycji Oświęcim
Przedsiębiorstwo Komunikacji Samochodowej i Spedycji w Oświęcimiu − powstało z przekształcenia placówki filialnej PKS w Krakowie utworzonej w 1953 roku. W roku 1990 zostało usamodzielnione. 17 lutego 2015 r. przedsiębiorstwo zostało postawione w stan upadłości, tracąc jednocześnie licencję na przewóz osób i prowadzenie działalności.
Od końca lat 90. PKSiS przejął obsługę linii komunikacyjnych na terenie powiatu bieruńsko-lędzińskiego, które wcześniej obsługiwał PKM Tychy (0, 54, 136, 181, 251, 274, 685), dokonał ich przenumerowania (zakres 5xx), oraz uruchomił 3 dodatkowe linie powiatowe (1, 2, 3). Obecnie PKSiS prowadzi obsługę na 9 liniach numerowanych na terenie powiatu bieruńsko-lędzińskiego, miast Tychy, Oświęcim i Pszczyna, a także na linii na terenie powiatu Oświęcimskiego (Osiek). Od 12 grudnia 2010 do 28.02.2011 PKSiS Oświęcim S.A. wykonywał przewozy na zlecenie Spółki Przewozy Regionalne na linii Oświęcim - Katowice. W 2014 roku firma została kupiona przez Trans Vobis. W październiku 2014 zakończyła kursy do Tychów. Od wtorku oświęcimski PKSiS zawiesił wszystkie kursy do Polanki Wielkiej, Osieka oraz linii 301 relacji Oświęcim Muzeum - Głębowice. W środę 18 lutego 2015 Sąd Rejonowy w Krakowie Śródmieściu ogłosił upadłość PKSiS Oświęcim.Obecnie wszystkie autobusy i cały dworzec autobusowy jest pod władanie syndyka. Obecnie trwa wycena spółki. Żaden autobusu pod banderą PKSIS Oświęcim nie wyjedzie już, gdyż firma straciła licencję na wykonywanie przewozów.
Od 1 stycznia 2015 roku Oświęcim wszedł w struktury Miejskiego Zarządu Komunikacji w Tychach tworząc linię 686 kursującą w kilku wariantach :
Oświęcim Miasto ⇌ Tychy Szpital Wojewódzki (2 razy rano i 2 razy po południu autobus kursuje przez Osiedle Zasole)
Bieruń Zabrzeg ⇌ Tychy Szpital Wojewódzki
Linia obsługiwana jest przez PKM Tychy wyłącznie autobusami niskopodłogowymi. Najczęściej pojawiają się Solarisy Urbino 12 i Solarisy Urbino 12 CNG.

## Linie komunikacyjne
Linie:
Od dnia 17.02.2015 PKSiS Oświecim S.A. nie prowadzi już żadnych kursów na liniach regularnych. 

## Tabor PKSiS Oświęcim
Stan taboru na dzień 25.09.2010
| Typ Autobusu               | Eksploatacja od   | Liczba |
| -------------------------- | ----------------- | ------ |
| Autosan H10-10             | 1992              | 4      |
| Autosan H10-11             | 1988              | 3      |
| Autosan H10-12             | 1992              | 2      |
| Autosan H9-21              | 1987              | 5      |
| Heuliez GX187              | 2006              | 3      |
| Scania Irizar InterCentury | 2002              | 1      |
| Iveco Daily                | 2009              | 3      |
| Jelcz 120M                 | 1997              | 4      |
| Jelcz T120                 | 1993              | 2      |
| Jelcz T120xEWA             | 1995              | 1      |
| MAN Lion’s Coach           | 2005              | 1      |
| MAN SL 2x3                 | 2003              | 10     |
| Mercedes O405 Pegaso       | 2005              | 1      |
| Renault FR1                | 2006              | 1      |
| Renault R312               | 2006              | 10     |
| Wszystkie pojazdy          | Wszystkie pojazdy | 52     |